# Stivi Frashëri
Stivi Frashëri (29 de Agosto de 1990, Korçë, Albânia) é um futebolista albanês que joga como goleiro atualmente pelo KF Tirana da Albânia . 